# Teatro Aalto
Il teatro Aalto (in tedesco, Aalto-Musiktheater Essen) è un teatro della città tedesca di Essen, progettato dall'architetto finlandese Alvar Aalto.
Viene inaugurato il 25 settembre 1988 con l'esecuzione de I maestri cantori di Norimberga di Richard Wagner. Ospita prevalentemente manifestazioni di danza e operistiche.

## Storia
L'architetto finlandese ha disegnato personalmente ogni elemento del progetto, le cui bozze vengono realizzate nella metà del XX secolo. Nel 1983 viene avviato il cantiere di costruzione del teatro senza la direzione di Aalto, deceduto poco tempo prima.

## Struttura
La struttura del teatro è semplice, priva di qualsiasi elemento sfarzoso. L'interno presenta un foyer alto 14 metri. L'auditorium può ospitare oltre 1000 persone a sedere ed è decorato in tonalità bianco e blu notte. Aalto nel progettare tale ambiente ha preso come modello l'anfiteatro di Delfi.